# Beissoul & Einius
Beissoul & Einius ist ein litauisches Musiker- und Designerduo aus Vilnius, bestehend aus Artūras Žabas-Beissoul und Einius Jarutis-Einius. Die Markenzeichen sind die exzentrischen Outfits, sowie die zumeist rund verspiegelten Sonnenbrillen.

## Geschichte
Die Band wurde 2011 ins Leben gerufen. Maßgeblich beteiligt an der Entstehung der Band war der Schauspiel-Pantomime Artūras Žabas, der heutige Sänger „Beissoul“.Žabas wurde in der Ukraine geboren und zog später mit seiner Familie nach Litauen. Schon vor Gründung der Band Beissoul & Einius war Žabas musikalisch tätig, u. a. zusammen mit seinem heutigen Bandkollegen Einius und dem Künstler Innomine im Musikprojekt MuseIQ. Eine Motivation, selbst Kleidung herstellen zu wollen, entstand aus dem Umstand, dass Žabas während seines Studiums keine Schuhe tragen konnte, da er Schuhgröße 49 hat. Somit war er angehalten, mit Socken zu tanzen, da ihm die bereitgestellten Schuhe nicht passten.
2012 nahm das Duo mit dem Lied „Why“ an der nationalen Auswahl des Eurovision Song Contest teil und erreichte dabei das Finale.
2014 Im März veröffentlichten die beiden ihr erstes Album Laikas Paikas u. a. mit dem Hit Kaip tu ir sakei. Das Album wurde auf dem Tallinn Music Week Festival vorgestellt und schon sehr bald danach erhielt das Duo Einladungen zu Auftritten in Großbritannien, Georgien und in der Ukraine.

## Konzept und Stil

### Musik
Offiziell bezeichnet die Band ihre Musik selbst als „Electrofashion“. Die Musik ist stark von elektronischer Untermalung geprägt, der Gesang recht poplastig. Die relativ hohe und leicht verzerrt klingende Singstimme von Beissoul ist hier als sehr markant zu bezeichnen. Ihre Shows werden vom Publikum oder von Fachzeitschriften z. B. als „außerirdische Modeschau“ oder auch als „Musik der Zukunft“ bezeichnet. Im Gesamten bedient sich die Band aber auch stark aus dem Stil der 1980er und 1990er. Inspiriert sieht sich die Band u. a. von Seal, Luther Vandross, Ray Charles, Whitney Houston, Beyoncé und Jennifer Hudson.

### Text und Sprache
Der Großteil ihrer Lieder besteht aus Liedern in englischer Sprache. Einige Lieder sind in der Landessprache (Litauisch) verfasst, wenige auf Ukrainisch. Die Texte sind zum größten Teil sehr eingehend und melodisch, haben aber zumeist einen melancholischen oder tiefgründigen Text. Mit dem Song Як ти й сказав, eine Abwandlung des ursprünglich litauischen Originals: Kaip tu ir sakei (zu deutsch: Wie du gesagt hast), konnte die Band in der hiesigen Landessprache einen größeren Hit in der Ukraine landen.

### Live-Auftritte
Während Einius, der DJ der Band, bei Live-Auftritten etwas in den Hintergrund tritt, interagiert Beissoul stark mit dem Publikum. Seit 2017 entwerfen die Musiker auch Mode, welche sie während ihres Auftrittes auch als Teil der Show vorstellen. Im Dezember 2017 veranstalteten sie ihr bisher größtes Konzert, die Electric Fashion Show. Zum einen tragen die zwei Künstler die entworfene Kleidung selbst, zum anderen präsentieren Models die Modekollektion in manchen Shows auch auf einem dort aufgebauten Laufsteg, welcher tief ins Publikum ragt. Die „Modeschau“ wird mit elektrischen Klängen untermalt. Die Selbstdarstellung, vor allem des Sängers, wird während des Auftrittes relativ aufwändig betrieben, um die, häufig so beschriebene, „hypnotische“ Wirkung zu erzielen. Die Band tritt hauptsächlich in Litauen auf, aber z. B. auch in der Ukraine, in Belarus und im Vereinigten Königreich.
Im Rahmen des sogenannten Telethons „Save Ukraine – #StopWar“ trat Beissoul & Einius am 29. Mai 2022 zusammen mit anderen Künstlern am Brandenburger Tor auf, um die Aufmerksamkeit auf den Krieg in der Ukraine zu lenken und Spenden für den Erwerb von medizinischer Ausrüstung für Krankenhäuser in 12 Regionen der Ukraine zu sammeln. Teilnehmer war u. a. auch die Siegerband des Eurovision Song Contests 2022, die ukrainische Band Kalush Orchestra.

## Diskografie
Studioalben
- 2014: Laikas Paikas, Prior Musica[10]
- 2015: Chamillion, not on Label[11]
- 2017: #Asecretcontract, B&E Records[12]
- 2019: White Crow, not on Label[13]
- 2021: Questions in the Dark, not on Label
- 2022: Electrofashion, not on Label

## Mode
2017 präsentierte das Duo im Rahmen der Electrofashion Show in Vilnius seine Frühjahr-/Herbstkollektion „Sharp Sabotage“, welche auch Kleidung aus Glas enthielt.

## Auszeichnungen
Neben vielen Nominierungen (u. a. auch 2018 für den British Unsigned Music Award für das Musikvideo Lion) konnte die Band in den Jahren 2015 und 2020 den litauischen M.A.M.A-Award als beste elektronische Musikband („Artist of the Year“) für sich entscheiden, für welchen sie zwischen 2014 und 2020 durchgehend nominiert waren.

## Sonstiges
Inspiriert durch das Album Chamillion stellte die Firma FumParFum das gleichnamige Parfüm her. Die ukrainische Modedesignerin Elena Burenina entwarf ebenfalls unter dem Namen Chamillion eine Modekollektion, inspiriert durch Beissoul & Einius.